# Magnetofección
Magnetofección es un método de transfección que utiliza la química de las nanopartículas magnéticas y campos magnéticos para concentrar partículas que contienen ácido nucleico y muestras en el útero para apuntar a las células del cuerpo. Este método intenta unir las ventajas de los métodos de transfección bioquímicos (lípidoss catiónicos o poliméricos) y físicos (electroporación, biolísticos) en un solo sistema, excluyendo sus inconvenientes (baja eficacia, toxicidad). El fenómeno en sí mismo cae bajo el superparamagnetismo.

## Descripción
Las enzimas, proteínas y otras sustancias biológica y químicamente activas han sido inmovilizadas sobre nanopartículas magnéticas. Asimismo, son empleadas en reacciones incluso dentro del propio cuerpo humano, tales como la separación celular, la desintoxicación de los fluidos biológicos, la reparación de tejidos, administración de fármacos, resonancia magnética de formación de imágenes, la hipertermia y la magnetofección.